# Bock (Adelsgeschlecht)

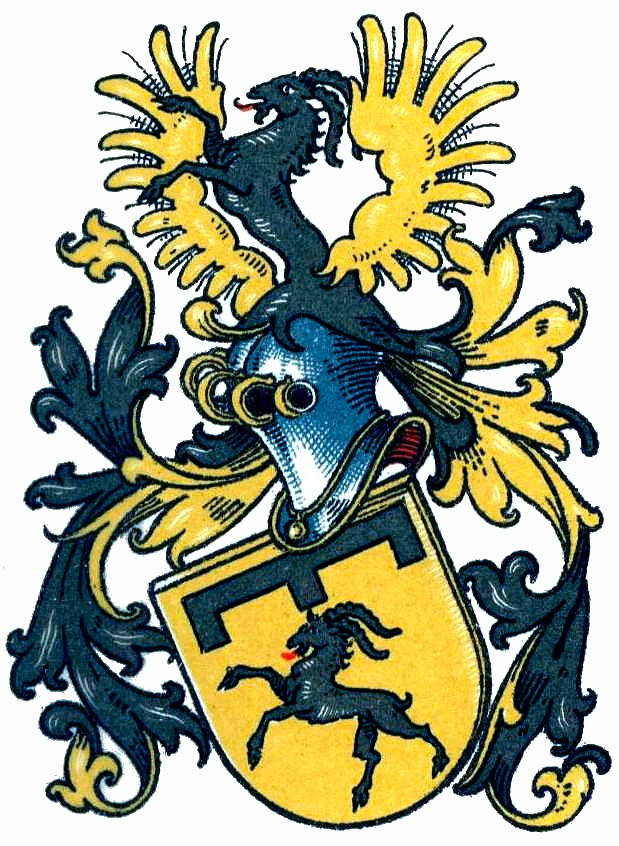
Wappen derer von Bock bei Spießen

Die Herren von Bock (auch: von Buck, von Bock zu Palsterkamp oder Bock von Palsterkamp) waren ein westfälisches Adelsgeschlecht.

## Geschichte
Das Geschlecht war im Osnabrückschen und Ravensbergischen ansässig. Sie hatten Avenchtorpe im Kirchspiel Hagen (1350), Backum bei Melle (1350), Remsede, Iburg (1350), die Schleppenburg, Wulften (1394, 1485), Karssem (1375) und Schloss Palsterkamp (1390, 1490) im Besitz. Darüber hinaus im Mindenschen Diligen (1586) und Rhaden (1415). Im Münsterschen gehörten sie noch Anfang des 17. Jahrhunderts zu den Erbmännern der Stadt und besaßen Grevinhof im Kirchspiel Albersloh (1579), Heimburg sowie Molenkamp im Kirchspiel Billerbeck (1579), Burg Sassenberg (1382, 1418), Sentmaring (1500, 1600). Auch die Münsteraner Landesburg Paulsburg in Meppen war zwischenzeitlich im Besitz der von Bock.
Ledebur und Kneschke vermuten, dass auch die Bock / Buck der Lübecker Zirkelgesellschaft zum hier behandelten Geschlecht gehören. Dort erscheinen:
- Godecke van Bucken († 1326), 1326 Lübecker Ratsmann. Seine Geschwister waren der folgende Sigfrid van Bucken und ein Volmar. Godecke war mit Herdrad van Hattorpe verheiratet und hatte die Kinder Godeke und Sifrid.
- Sigfrid van Bucken († 1321), Lübecker Ratsmitglied 1308–1321. Er war mit einer Hilleburg van Cremon verheiratet und hatte die Kinder Hinrick Buck, Godeke, Martin. Sein Vater hieß ebenfalls Sifrid van Bucken.
- Hinrick Buck/de Bucken († 1353), Ratsmitglied 1341–1353, Sohn des o. g. Sigfrid van Bucken. Er war mit einer Walburg verheiratet und hatte die Kinder Alheyd, Godfrid, Mechtild, Sifrid und Seghebode.

Darüber hinaus wurde Gerwin Buck 1465 als Halbmitglied in die Zirkelgesellschaft aufgenommen, ebenso ein Jacob Buck 1519.
Familienmitglieder der Linie zu/von Palsterkamp waren u. a.:
- Johann von Bock: Johann war Pfandherr von Burg Sassenberg. Nach Einlösung des Pfands durch den Bischof von Münster errichtete Johann Burg Palsterkamp. Johann war der Vater des folgenden Friedrich von Bock.
- Friedrich von Buck: Friedrich nahm 1446 widerrechtlich das Schloss Palsterkamp in Besitz. Herzog Gerhard von Jülich-Berg beauftragte deshalb die Ravensberger Amtmänner Lambert von Bevessen und Ludeke von Nagel für Recht und Ordnung zu sorgen. Am Ende fiel das Schloss über Friedrichs Tochter Helene Bock von Palsterkamp an deren Ehemann Johann von Nesselrode. Friedrich von Bock war verheiratet mit Elseke von dem Bussche und hatte folgende Kinder:
  - Johann Buck/Bock von Palsterkamp († vor 1440), verheiratet mit Elske (lebte noch 1440)
  - Henrich Bock von Palsterkamp († vor 1440), verheiratet mit Lucke (lebte noch 1440)
  - Helene Bock von Palsterkamp († 1500), bereits vor 1440 verheiratet mit Johann von Nesselrode († 1508) zu Ehreshoven, Amtmann zu Burg Ravensberg
  - Sibilla Bock von Palsterkamp, verheiratet mit Christian von Seelbach gen. Quadfassel 1461
  - N.N. (Tochter), verheiratet mit Otto Hoeberg 1461
  - Philipp Bock von Palsterkamp († 1478)
- Irmgard Bock von Palsterkamp, 1440 bereits verheiratet mit Lubbert von Wendt zu Crassenstein, Holtfeld, Lemgo und Ravensberg
- Anna Bock von Palsterkamp, um 1500 verheiratet mit Johann von Steinenbach

Die Linie zu/von Palsterkamp erlosch im Mannesstamm 1558. In den übrigen Teilen Westfalens war das Geschlecht zu Anfang des 17. Jahrhunderts vollständig erloschen.

## Wappen
Blasonierung: In Gold unter einem dreilatzigen schwarzen Turnierkragen ein steigender schwarzer Bock. Derselbe wiederholt sich wachsend auf dem Helm zwischen einem goldenen, offenen Flug. Die Helmdecken sind schwarz-gold.
Das Wappen wird auch ohne den Turnierkragen und mit einem Balken dargestellt. Einige Ahnentafeln stellen das Wappen auch in abweichender Tingierung dar (silberner Bock in rotem Schild).

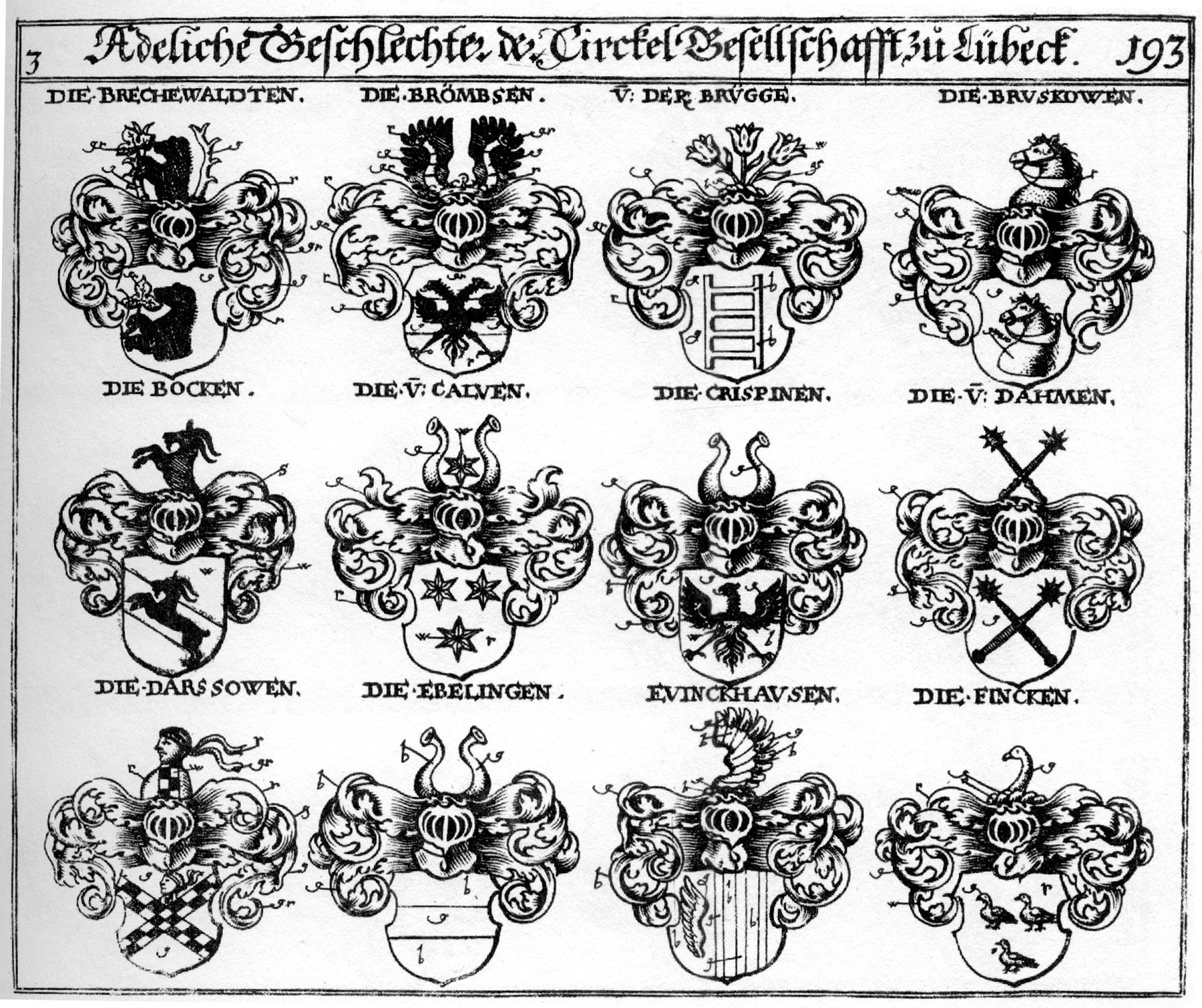
Wappen derer von Bock(en), Mitglieder der Lübecker Zirkelgesellschaft (Reihe 2, Nr. 1)

Die von Buck/von Bock(en) zu Lübeck wiederum führten nach Siebmacher einen schwarzen Bock im silbernen Schild, teilweise hinter dem Bock ein rechtsschräger Balken.